# 广西壮族自治区历史文化名村
广西壮族自治区历史文化名村已公布四批，先后共公布87个村。其中前三批51个。其中29个村已升格为国家级者，在列表中加粗显示。
- 第一批广西历史文化名村：2010年8月13日公布，12个村[2]

- 第二批广西历史文化名村：2013年7月8日公布，16个村[3]

- 第三批广西历史文化名村：2016年12月31日公布，23个村[4]

- 第四批广西历史文化名村：2023年09月27日公布，36个村[5]

## 分市名单

### 桂林市（19个）
- 灵川县青狮潭镇江头洲村（九屋镇）（1，已升格为第六批中国历史文化名村）
- 灵川县大圩镇熊村
- 灵川县灵田镇长岗岭村
- 永福县罗锦镇崇山村（1）
- 平乐县张家镇榕津村（1）
- 临桂区茶洞乡花岭村委褚村（3）
- 兴安县白石乡水源头村
- 兴安县漠川乡榜上村（已升格为第六批中国历史文化名村）
- 灌阳县文市镇月岭村（已升格为第六批中国历史文化名村）
- 阳朔县兴坪镇渔村
- 阳朔县白沙镇旧县村（已升格为第六批中国历史文化名村）
- 阳朔县高田镇朗梓村（3，已升格为第七批中国历史文化名村）
- 雁山区草坪回族乡潜经村（4）
- 雁山区大埠乡大埠村
- 灌阳县洞井瑶族乡洞井村
- 灌阳县灌阳镇孔家村
- 灌阳县新街镇青箱村
- 恭城瑶族自治县莲花镇朗山村
- 恭城瑶族自治县栗木镇常家村

### 南宁市（6个）
- 江南区江西镇锦江村麻子畲坡（3）
- 西乡塘区石埠街道老口村那告坡（3）
- 江南区江西镇扬美村（1，已升格为第五批中国历史文化名村）
- 江南区江西镇同江村三江坡（已升格为第七批中国历史文化名村）
- 宾阳县古辣镇蔡村（1，已升格为第七批中国历史文化名村）
- 西乡塘区金陵镇刚德村（4）

### 北海市（3个）
- 海城区涠洲镇盛塘村（1）
- 合浦县山口镇永安村（4）
- 合浦县曲樟乡璋嘉村（4）

### 钦州市（13个）
- 灵山县佛子镇大芦村（1，已升格为第三批中国历史文化名村）
- 灵山县新圩镇萍塘村（3，已升格为第七批中国历史文化名村）
- 灵山县石塘镇苏村（4）
- 灵山县石塘镇平历村（4）
- 灵山县檀圩镇东岸村（4）
- 灵山县烟墩镇六加村（4）
- 灵山县佛子镇睦象村（4）
- 灵山县新圩镇塘排村（4）
- 灵山县新圩镇尧家村（4）
- 灵山县新圩镇古文村（4）
- 灵山县新圩镇急水村（4）
- 灵山县平南镇塘肚村（4）
- 灵山县丰塘镇六颜村（4）

### 玉林市（24个）
- 玉州区城北街道高山村（1，已升格为第三批中国历史文化名村）
- 玉州区南江街道岭塘村（硃砂垌）（3，已升格为第七批中国历史文化名村）
- 福绵区新桥镇大楼村（3，已升格为第七批中国历史文化名村）
- 北流市民乐镇萝村（1）
- 博白县松旺镇松茂村
- 陆川县平乐镇长旺村（3，已升格为第七批中国历史文化名村）
- 兴业县龙安镇龙安村（3，已升格为第七批中国历史文化名村）
- 兴业县石南镇谭良村（3，已升格为第七批中国历史文化名村）
- 兴业县石南镇庞村（3，已升格为第七批中国历史文化名村）
- 兴业县葵阳镇榜山村（3，已升格为第七批中国历史文化名村）
- 兴业县城隍镇大西村
- 兴业县石南镇东山村
- 玉州区仁厚镇荔枝村（4）
- 玉州区仁厚镇茂岑村（4）
- 玉州区城北街道寒山村（4）
- 玉州区南江街道广恩村（4）
- 福绵区福绵镇三龙村（4）
- 福绵区福绵镇福西村（4）
- 福绵区福绵镇十丈村（4）
- 福绵区沙田镇沙田村（4）
- 兴业县城隍镇龙潭村（4）
- 兴业县城隍镇枫木村（4）
- 兴业县龙安镇六西村（4）
- 博白县永安镇新祥村大车坪（4）

### 贺州市（15个）
- 八步区莲塘镇仁冲村（1）
- 平桂管理区沙田镇龙井村（3，已升格为第七批中国历史文化名村）
- 昭平县樟木林镇新华村（3）
- 富川瑶族自治县朝东镇秀水村（1，已升格为第四批中国历史文化名村）
- 富川瑶族自治县朝东镇福溪村（已升格为第六批中国历史文化名村）
- 富川瑶族自治县葛坡镇深坡村
- 富川瑶族自治县古城镇秀山村（3，已升格为第七批中国历史文化名村）
- 钟山县公安镇里太村（3）
- 钟山县公安镇大田村（3，已升格为第七批中国历史文化名村）
- 钟山县公安镇荷塘村（3，已升格为第七批中国历史文化名村）
- 钟山县清塘镇英家村（3，已升格为第七批中国历史文化名村）
- 钟山县回龙镇龙道村（3，已升格为第七批中国历史文化名村）
- 钟山县燕塘镇玉坡村（3，已升格为第七批中国历史文化名村）

### 柳州市（3个）
- 三江侗族自治县丹洲镇丹洲村（1）
- 融水苗族自治县拱洞乡平卯村（4）
- 三江侗族自治县林溪镇高友村（4）

### 梧州市（3个）
- 苍梧县大坡镇料神村
- 岑溪市筋竹镇云龙村（3，已升格为第七批中国历史文化名村）

### 百色市（1个）
- 西林县那劳乡那劳村

### 河池市（1个）
- 天峨县三堡乡三堡村（3，已升格为第七批中国历史文化名村）

### 来宾市（1个）
- 武宣县东乡镇下莲塘村

### 崇左市
- 凭祥市凭祥镇连全村连城屯（4）